# Інчхон (фільм)
«Інчхон» (англ. Inchon) — воєнний фільм 1981 року від режисера Теренса Янга про битву за Інчхон, яка вважається переломним моментом Корейської війни. Виробництво картини фінансувалося засновником південнокорейської Церкви об'єднання Мун Сон Мьоном. Роль генерала Дугласа Макартура, що керував висадкою США в Інчхоні виконав Лоуренс Олів'є. До акторського складу також увійшли Жаклін Біссет, Бен Газзара, Міфуне Тосіро та Річард Раундтрі.
У фільмі зображуються як військові дії, так і людська драма. Персонажі зіштовхуються з небезпекою та потрапляють у різні особисті та драматичні ситуації. Сюжет завершується американською перемогою над північнокорейськими силами в битві за Інчхон, яка вважається переломним моментом у війні. Бюджет картини склав 46 мільйони доларів, зйомки відбувалися в Південній Кореї, Каліфорнії, Італії, Ірландії та Японії. Фільм зіткнувся з багатьма проблемами під час виробництва, включаючи тайфун і смерть одного з акторів. Як Церква об'єднання, так і військові США надавали свій персонал для зйомок.
Після прем'єри в травні 1981 року фільм вийшов у кінотеатрах США та Канади у вересні 1982 року, перш ніж був швидко відкликаний через низькі збори та несхвальні відгуки критиків. Так і не вийшовши для домашнього перегляду, він іноді транслювався по телебаченню. Фільм став найбільшим фінансовим провалом у кінематографі 1982 року, зібравши менше 2 мільйонів доларів при своєму величезному бюджеті, що призвело до збитків близько 41 мільйона доларів. Рецензенти того часу давали йому постійно негативні відгуки, а пізніші коментатори, включаючи The Washington Post, Newsweek, TV Guide та Canadian Press, віднесли «Інчхон» до найгірших фільмів усіх часів.

## Сюжет
Фільм розповідає про битву за Інчхон, яка відбулася 15–19 вересня 1950 року та вважається переломним моментом у Корейській війні. Головним героєм є генерал Дуглас Макартур, який очолив несподівану морську десантну операцію США в Інчхоні. Однією з побічних сюжетних ліній є історія подружньої пари з Америки, чиї стосунки зазнають випробувань через війну.
Події починаються в червні 1950 року, коли північнокорейські війська перетинають 38-му паралель і вторгаються до Південної Кореї. Жителі тікають до Сеула. Серед них — Барбара Голлсворт, дружина майора армії США, яка мешкала в селищі на 38-й паралелі. Вона їде до Сеула на лімузині та дорогою підбирає п'ятьох південнокорейських дітей. Коли її водія вбивають, Барбара сама сідає за кермо та везе дітей у безпечне місце — готель «Шосте щастя». По дорозі їй доводиться застрелити північнокорейського солдата.
Тим часом її чоловік, Френк Голлсворт, намагається припинити роман із молодою південнокорейкою на ім'я Лім. Її батько, Сайто, знає про ці стосунки й не виступає проти. Дізнавшись про напад Північної Кореї, Френк разом із сержантом Августом Гендерсоном вирушає на північ у пошуках дружини. Август знаходить Барбару, ремонтує акумулятор її машини, і вона нарешті воз'єднується з Френком.
Тим часом у Токіо журналісти Девід Фельд, Парк і Лонгфеллоу відвідують пресконференцію, яку мав провести Макартур, але він так і не з'являється. Разом із дружиною Джин він приходить до висновку, що він єдиний може врятувати Південну Корею від вторгнення.
Френк разом із Лім вмикають маяк, подаючи сигнал 261 кораблю США, а батько Лім активує міни в протоці. Під час битви Лім гине. Американські війська вибивають північнокорейців, а місцеві жителі зустрічають їх радісними вигуками, розмахуючи південнокорейськими та американськими прапорами. Фільм завершується сценою, де Макартур читає молитву «Отче наш», після чого на екрані з'являється справжня кінохроніка з генералом Макартуром.

## Акторський склад
- Лоуренс Олів'є — генерал Дуглас Макартур
- Жаклін Біссет — Барбара Голлсворт
- Бен Газзара — майора Френк Голлсворт
- Міфуне Тосіро — Сайто
- Річард Раундтрі — сержант Августус Гендерсон
- Девід Жансен — Девід Фельд
- Намкунг Вон — Парк
- Карен Кан — Лім
- Рекс Рід — Лонгфеллоу
- Габріеле Ферцетті — турецький бригадир
- Сабін Сюн — Маргарита
- Дороті Джеймс — Джин Макартур